# Valle (futbolista)
Francisco Hernández Sánchez (Macotera, Salamanca, España; 15 de febrero de 1954) fue un futbolista español que se desempeñaba como defensor.

## Clubes
| Club             | País   | Año         |
| ---------------- | ------ | ----------- |
| Getafe Deportivo | España | 1976 - 1979 |
| Elche CF         | España | 1979 - 1983 |
| Cartagena FC     | España | 1983 - 1988 |